# Pavel Sládeček
Pavel Sládeček, né le 31 janvier 1985 à Ostrava, est un joueur professionnel de squash représentant la République tchèque. Il atteint, en février 2008, la 160e place mondiale sur le circuit international, son meilleur classement. Il est champion de République tchèque en 2009, seule interruption dans la série victorieuse de Jan Koukal de 1997 à 2017.

## Palmarès

### Titres
- Championnats de République tchèque : 2009